# Helioseris cucullata
Helioseris cucullata là một loài san hô trong họ Agariciidae. Loài này được Ellis and Solander mô tả khoa học năm 1786.